# Fluvisol

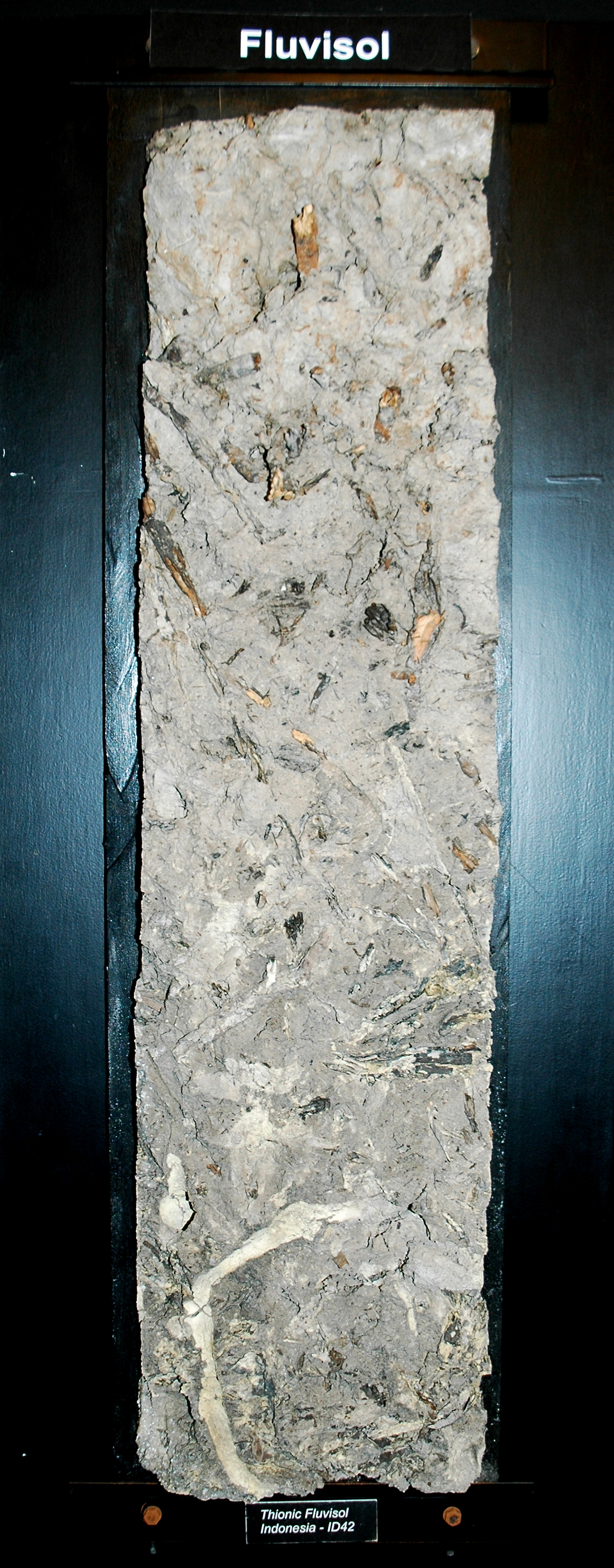
Fluvisol (Indonesië)

Een fluvisol (in de World Reference Base for Soil Resources) is een genetisch gezien jonge bodem ontwikkeld in (recente) alluviale afzettingen. De naam is afgeleid van het Latijnse woord voor rivier: fluvius. Fluvisolen komen echter niet alleen in fluviatiele sedimenten voor, maar ook in lacustrine en marine afzettingen. Deze bodems komen voor in alle klimaatzones. In het Amerikaanse systeem (USDA Soil Taxonomy) komen ze overeen met de Fluvents.
Fluvisolen hebben weinig profielontwikkeling: ze hebben een A-C profiel met weinig differentiatie tussen de horizonten. Sommige fluvisols hebben pyriet (FeS2) in het profiel, dit zijn de zogeheten kattekleien. Een katteklei heeft een aantal voor het landgebruik negatieve eigenschappen als een zeer lage pH-waarde, aluminiumtoxiciteit, een hoog zoutgehalte en Fe2+ toxiciteit.
Veel van deze gronden worden gebruikt voor landbouw en veeteelt. Het voorkomen van overstromingen, het toepassen van drainage en irrigatie zijn vaak nodig in gebieden met fluvisols.
Ongeveer 350 miljoen hectare van het landoppervlak van de aarde bestaat uit fluvisols. Belangrijke concentraties zijn te vinden langs rivieren en meren, zoals in het Amazonegebied, de Gangesvlakte, de vlakte rond het Tsjaadmeer en de moerasgebieden in Bolivia en het noorden van Argentinië. Daarnaast vinden we fluvisolen in delta's, bijvoorbeeld die van de Ganges/Brahmaputra, de Indus, de Mississippi, de Nijl, de Niger, de Orinoco, de Po en de, Rijn. Verder komen deze bodems voor in recente marine afzettingen in onder meer de laaggelegen kustgebieden van Sumatra en Kalimantan in Indonesië.

## Literatuur

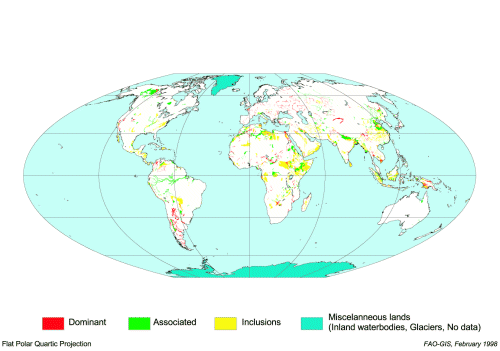
Voorkomen van fluvisolen